# Morland Graham
Morland Graham (8 de agosto de 1891 – 8 de abril de 1949) foi um ator de cinema britânico, ativo entre as décadas de 1934 e 1949.

## Filmografia selecionada
- The Private Life of Don Juan (1934)
- Man of the Moment (1935)
- Moscow Nights (1935)
- Get Off My Foot (1935)
- Where's Sally? (1936)
- Fair Exchange (1936)
- Freedom Radio (1941)
- Old Bill and Son (1941)